# Angie (Cameroun)
Pour les articles homonymes, voir Angie.
Angie est un village du Cameroun situé dans l’arrondissement de Batibo, dans le département de Momo et dans la Région du Nord-Ouest.

## Population
Lors du recensement de 2005, on a dénombré 898 habitants à Angie, dont 424 hommes et 474 femmes.